# Chong Tae-hyon
Dans ce nom coréen, le nom de famille, Chong, précède le nom personnel.
Chong Tae-hyon (né le 10 novembre 1978 à Gunsan, Corée du Sud) est un joueur sud-coréen de baseball qui joue avec les Lotte Giants de Pusan dans la ligue sud-coréenne de baseball.
Il a obtenu la médaille de bronze de baseball lors des jeux olympiques 2000 à Sydney et la médaille d'or de baseball lors des jeux olympiques 2008 à Pékin. Il a obtenu la 3e place à la Classique mondiale de baseball 2006.
Il est le stoppeur dans les Lotte Giants.